# Osias Thon

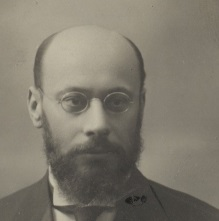
Osias Thon (ohne Jahr)

Osias Thon (* 13. Februar 1870 in Lemberg, Galizien, Österreich-Ungarn; † 11. November 1936 in Krakau) war ein polnischer Schriftsteller, Politiker und Rabbiner in Krakau.

## Leben
Osias Thon, Sohn von Moses Thon, studierte Philosophie an der Friedrich-Wilhelms-Universität Berlin und belegte unter anderem Kurse bei Georg Simmel. Daneben besuchte er auch die Lehranstalt für die Wissenschaft des Judentums.
1892 gehörte Thon zur kleinen Gruppe zionistisch gesinnter Studenten, die unter dem Vorsitz Heinrich Loewes und in engem Kontakt zu Nathan Birnbaum den Jüdisch-nationalen Verein Jung-Israel gründeten. Erste größere Bedeutung in den zionistischen Kreisen erlangte Thon 1896 mit seinem wegweisenden Essay „Zur geschichtsphilosophischen Begründung des Zionismus“, den er als junger Doktor der Philosophie in der von Heinrich Loewe herausgegebenen Zeitschrift Zion publizierte. Als einer der ersten Mitarbeiter Theodor Herzls, Max Nordaus und Achad Ha'ams war Thon entscheidend an der Vorbereitung und Durchführung der ersten Zionistenkongresse beteiligt, wo er auch prominent als Redner auftrat.
Der damals 27-jährige hatte 1897 den Posten des Rabbiners der liberalen Tempel-Synagoge in Krakau übernommen. In Polen beteiligte er sich an der Publikation von Przyszłość, der ersten zionistischen Zeitschrift in polnischer Sprache. Daneben erschienen in der von Achad Ha'am herausgegebenen, hebräischsprachigen Kulturzeitschrift Haschiloach regelmäßig wissenschaftliche Abhandlungen von Thon, unter anderem über Herbert Spencer, dessen soziologische Essays er ins Hebräische übersetzte.
1919 wurde Thon in den Verfassunggebenden Sejm gewählt und beteiligte sich ab 1922 im Sejm bis 1931 aktiv an der polnischen Innenpolitik. Bis wenige Jahre vor seinem Tod 1936 war Thon daneben auch Präsident des Distrikt-Komitees für Westgalizien der Zionistischen Organisation und bis zuletzt Mitglied des Zionistischen Aktionskomitees.

## Schriften (Auswahl)
- Die Grundprinzipien der Kantischen Moralphilosophie in ihrer Entwickelung. Mayer & Müller, Berlin 1895.
- Theodor Herzl. Zionistisches Zentralbureau, Berlin 1914.
- Essays zur zionistischen Ideologie. Kedem, Berlin 1931.